# アルボネーゼ
アルボネーゼ（伊: Albonese）は、イタリア共和国ロンバルディア州パヴィーア県にある、人口約500人の基礎自治体（コムーネ）。

## 地理

### 位置・広がり

#### 隣接コムーネ
隣接するコムーネは以下の通り。括弧内のNOはノヴァーラ県所属を示す。
- ボルゴラヴェッツァーロ (NO)
- チラヴェーニャ
- モルターラ
- ニコルヴォ
- パローナ

### 気候分類・地震分類
気候分類では、zona E, 2673 GGに分類される。
また、イタリアの地震リスク階級 (it) では、zona 4 (sismicità molto bassa) に分類される
。